# Clunykant
Cluny is een kantsoort die behoort tot de guipure. De tekeningen ervan zijn ontworpen naar het voorbeeld van de oude kloskant die in het Musée de Cluny in Parijs bewaard worden. De naam van deze kant heeft dus niets met de stad Cluny te maken.
Het kantwerk bestaat uit geometrische tekeningen en bloemenmotieven op een grondwerk van vlechten. De motieven worden uitgewerkt in linnen-, halflinnen- of gewrongen linnenwerk. De troef van de Cluny stropkant zijn de sierdraden en het werken met reliëf. Verdere versieringen bestaan uit inkelogen, kunstslagen en Venetiaanse vlechten.
De tekeningen van de moderne Cluny verschillen heel erg van de traditionele. De voor Cluny zo typerende vlechtengrond ontbreekt, hoewel er in sommige patronen wel nog vlechtjes voorkomen. Ook de typische versieringen zoals inkeloogjes, de kunstslag en de Venetiaanse vlecht ontbreken in de moderne Cluny. De nadruk ligt veel meer op de motieven en er wordt zwaarder garen gebruikt.